# Жиево
Жиево или на йекавски сръбски изговор Жийово е планинския масив на изворите на река Лим и Тара, а посредством тях и на Дрина, която води началото си от слива на Тара и Пива.
Планинският масив е известен още и с името Кучка Проклетия и сръбското Кучка Крайна от името на населяващия го народ известен като кучи. В съседната Комова планина, най-високият връх е Кучки Ком.
На запад Жиево е ограничено от река Морача и Мала рйека с известния сръбски средновековен манастир Морача. На север от Жиево е Комовата планина, а на юг - зетската котловина, а на североизток - планините Троян и Асанац.
В масива има и старобългарска топонимия.
Жиево има 20 върха над 2000 m, от които най-висок е Сурдуп (2184 m).

## Върхове над 2000 m
1. Сурдуп (2184 m)
2. Щитан (2165 m)
3. Маглич (2142 m)
4. Конявски връх (2140 m)
5. Жиево (връх) (2131 m)
6. Вельово шило (2129 m)
7. Стожина (2120 m)
8. Ждребърник (2103 m)
9. Виляр (2096 m)
10. Вила (2093 m)
11. Йованов връх (2084 m)
12. Смоян (2080 m)
13. Щрунгезе (2053 m)
14. Пасяк (2051 m)
15. Трескавац (2024 m)
16. Криситор (2024 m)
17. Толевац (2022 m)
18. Виленица (2009 m)
19. Приюн (2005 m)
20. Плочник (2003 m)

В Жиево има и пет големи езера:
1. Букумирско езеро
2. Дугачко езеро
3. Рикавачко езеро
4. Езерце
5. Нензе езеро

Северните склонове на Жиево за разлика от южните са гористи. Планината е била покрита с ледници през последния ледников период.
Подходяща за скотовъдство и в частност за овцевъдство.